# Ниметал
Ниметал (њем. Niemetal) општина је у њемачкој савезној држави Доња Саксонија. Једно је од 29 општинских средишта округа Гетинген. Према процјени из 2010. у општини је живјело 1.656 становника. Посједује регионалну шифру (AGS) 3152017.

## Географски и демографски подаци
Ниметал се налази у савезној држави Доња Саксонија у округу Гетинген. Општина се налази на надморској висини од 279 метара. Површина општине износи 28,5 km². У самом мјесту је, према процјени из 2010. године, живјело 1.656 становника. Просјечна густина становништва износи 58 становника/km².

## Међународна сарадња
| Мјесто   | Држава    | Врста сарадње | Од    |
| -------- | --------- | ------------- | ----- |
| Рацалмаш | Мађарска  | партнерство   | 1991. |
| Декарт   | Француска | партнерство   | 2008. |
|          | Француска | партнерство   | 2007. |
| Извор    |           |               |       |